# ゴーゴーズ
ゴーゴーズ（The Go-Go's）は、アメリカ合衆国のガールズバンド。1980年代前半に人気を博した。

## 略歴
ジェーン・ウィードリンとベリンダ・カーライルによって1978年に結成される。すぐに音楽通であったシャーロット・キャフィーが参加を表明し、マーゴット・オラヴァリア、エリサ・ベロも加わり5人でスタート。ベロはすぐに脱退し、ジーナ・ショックが加入。この時期はパンク／ニュー・ウェイヴのバンドとして、マッドネスのサポートを受けてロサンゼルスで活動していた。1980年にマーゴットが脱退し、キャシー・ヴァレンタインが加入。
1981年にマイルス・コープランドが設立したレーベルのI.R.S.レコードと契約し、デビュー・アルバム『ビューティー・アンド・ザ・ビート』を発表。当初は女性だけのバンドとして中々受け入れられなかったが、徐々に人気を集め、最終的に女性だけのバンドとしては初の全米ナンバーワン・アルバムとなり6週連続を記録。同アルバムは米誌『ローリング・ストーン』の「500 Greatest Album All time」の414位にランクイン。
翌1982年の『ヴァケーション』、1984年には『トーク・ショウ』といずれのアルバムもヒットを記録するが、バンドは1985年に解散。
解散の説は多数あり、メンバー同士の確執、人気を維持するためのストレスからメンバーが飲酒、ドラッグなどで問題を起こしたことなどがある。解散を表明する前にいち早くジェーンが脱退、ソロ・デビューしている。
解散後一番の出世頭はベリンダで、デビュー・アルバムからトップ10ヒットを放ち、セカンド・アルバムからシングルカットされた「ヘヴン・イズ・ア・プレイス・オン・アース」は世界中で1位を獲得した。他のメンバーも別バンド名義やソロとしてアルバムを発表しているが、チャートを賑わすまでには至らなかった。そんななか、ジェーンは1988年に「ラッシュ・アワー」という唯一のヒット・シングルを出している。

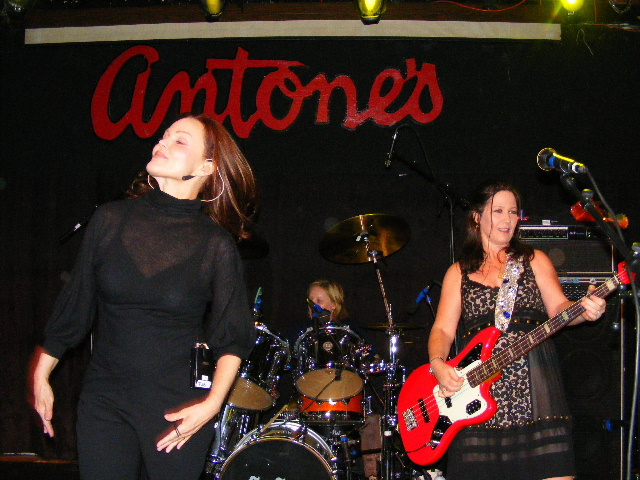
ゴーゴーズ（2008年）

解散後も何度か定期的に再結成をしており、テレビ出演、コンサートなど活動は意欲的で、2001年にはアルバム『ゴッド・ブレス・ザ・ゴーゴーズ』も発表している。
2020年にドキュメンタリー映画『The Go-Go's』の公開と共に、約20年ぶりの新曲となる「Club Zero」を含むEP『Beatnik Beach Summer』を発表した。
2021年にロックの殿堂入りを果たした。
2023年、ベリンダ・カーライルがグループの解散を宣言した。

## メンバー

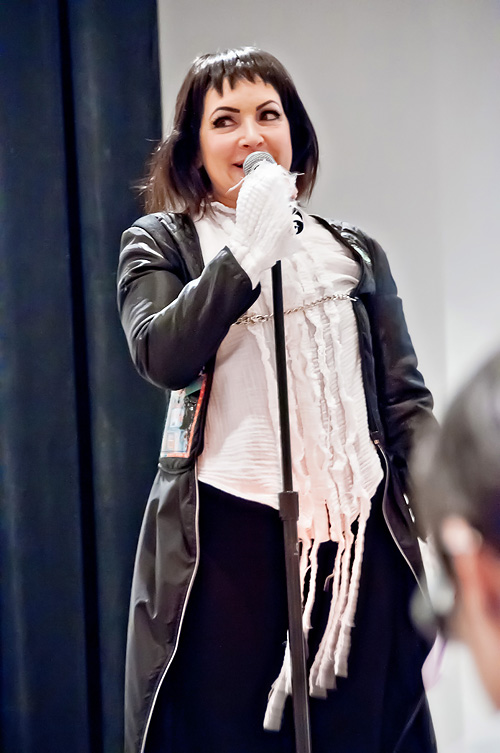
ジェーン・ウィードリン（2013年）

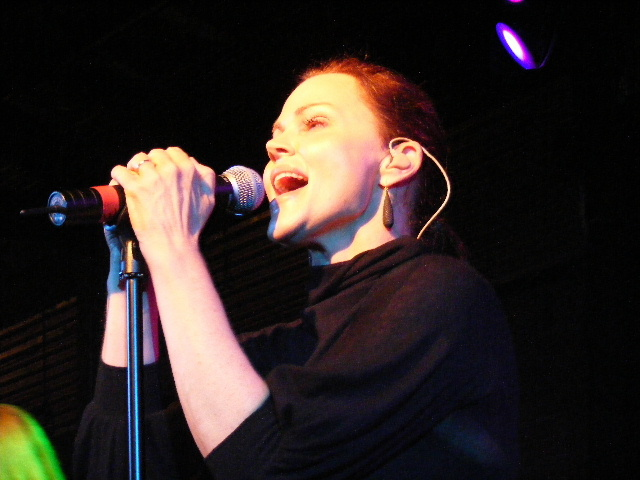
ベリンダ・カーライル（2008年）

### 解散時のメンバー
- シャーロット・キャフィー (Charlotte Caffey) – リード・ギター、キーボード、バック・ボーカル
- ベリンダ・カーライル (Belinda Carlisle) – リード・ボーカル
- ジーナ・ショック (Gina Schock) – ドラム、バック・ボーカル
- キャシー・ヴァレンタイン (Kathy Valentine) – ベース、バック・ボーカル、ギター
- ジェーン・ウィードリン (Jane Wiedlin) – リズム・ギター、バック・ボーカル

### 旧メンバー
- マーゴット・オラヴァリア (Margot Olavarria) – ベース、バック・ボーカル (1978年–1980年)
- エリッサ・ベロ (Elissa Bello) – ドラム (1978年–1979年)
- ポーラ・ジーン・ブラウン (Paula Jean Brown) – ベース (1985年)
- アビー・トラヴィス (Abby Travis) – ベース、バック・ボーカル (2012年–2018年) ※ツアーのみ

## ディスコグラフィ

### スタジオ・アルバム
- 『ビューティー・アンド・ザ・ビート』 - Beauty and the Beat (1981年)
- 『ヴァケーション』 - Vacation (1982年)
- 『トーク・ショウ』 - Talk Show (1984年)
- 『ゴッド・ブレス・ザ・ゴーゴーズ』 - God Bless the Go-Go's (2001年)

### コンピレーション・アルバム
- 『グレイテスト!』 - Greatest (1990年)
- 『リターン・トゥ・ザ・GO-GO'S』 - Return to the Valley of the Go-Go's (1994年)
- VH-1 Behind the Music: Go-Go's Collection (2000年)